# Myrbergstjärnen (Nederkalix socken, Norrbotten, 734966-182971)
Myrbergstjärnen är en sjö i Kalix kommun i Norrbotten och ingår i Sangisälvens huvudavrinningsområde. Sjön har en area på 0,0694 kvadratkilometer och ligger 112 meter över havet. Sjön avvattnas av vattendraget Myrbersträskbäcken.

## Delavrinningsområde
Myrbergstjärnen ingår i det delavrinningsområde (734872-182980) som SMHI kallar för Ovan Garbergsbäcken. Medelhöjden är 117 meter över havet och ytan är 10,64 kvadratkilometer. Det finns inga avrinningsområden uppströms utan avrinningsområdet är högsta punkten. Myrbersträskbäcken som avvattnar avrinningsområdet har biflödesordning 3, vilket innebär att vattnet flödar genom totalt 3 vattendrag innan det når havet efter 33 kilometer. Avrinningsområdet består mestadels av skog (78 procent). Avrinningsområdet har 0,87 kvadratkilometer vattenytor vilket ger det en sjöprocent på 8,2 procent.